# Cayo Grass
El Cayo Grass (en inglés: Grass Cay) es una isla en el Territorio no incorporado de las Islas Vírgenes de los Estados Unidos en el norte de las Antillas Menores. Se encuentra entre las mucho más grandes isla de St. Thomas (Santo Tomás) y St. John (San Juan). Se trata de un territorio de aproximadamente 1,6 millas de largo por 1/8 milla de ancho. No hay presencia humana permanente.